# Tommy Rall
Thomas „Tommy“ Edward Rall (* 27. Dezember 1929 in Kansas City, Missouri; † 6. Oktober 2020 in Santa Monica, Kalifornien) war ein US-amerikanischer Schauspieler und Tänzer sowie Musical- und Opernsänger.

## Leben und Werk
Rall wurde 1929 in Missouri geboren, wuchs aber in Seattle auf. Er stand bereits als Kind auf der Bühne, da seine Mutter aufgrund seines schielenden Auges vermutete, dass das Lesen und damit die Schule ihm schwerfallen würden. Mit vier Jahren bekam er ersten Tanzunterricht, mit acht Jahren war er auf Vaudeville-Bühnen aktiv und spielte kleinere Rollen in Seattler Theaterstücken. Anfang der 1940er-Jahre zog Rall mit seiner Familie nach Kalifornien, dort spielte er zwischen 1942 und 1947 kleinere Rollen in einigen Hollywood-Filmen. Unter anderem war er zeitweise Mitglied der Teeanger-Musikgruppe The Jivin' Jacks and Jills bei Universal Pictures, die in einer Reihe von Musicals für das jugendliche Publikum als Tänzer und Sänger auftraten. Zu der Gruppe gehörten damals bekannte Jugenddarsteller wie Donald O’Connor, Gloria Jean und Peggy Ryan; Rall blieb allerdings zu diesem Zeitpunkt noch im Hintergrund.
In den 1940er-Jahren nahm er Ballettunterricht bei bekannten Lehrern wie Adolf Bohm, David Lichine und Bronislava Nijinska. Er wurde schließlich Mitglied des American Ballet Theatre und trat mit diesem unter anderem 1946 am Broadway in den Produktionen Interlude und Fancy Free auf. Ende der 1940er-Jahre verlagerte er seinen Fokus vom Ballett auf das Musical. Am Broadway spielte er kleinere Rollen in den Musicals Ma, I'm Dancing und Small Wonder (beide 1948), schließlich größere Parts in Miss Liberty (1949–1950) und Call Me Madam (1950–1951). Er arbeitete in dieser Zeit mit Broadway-Größen wie Irving Berlin, Jerome Robbins, Gower Champion, Moss Hart und George Abbott.
1953 kehrte Rall nach Hollywood zurück; anschließend spielte er seine bekanntesten Filmrollen als in Schulden steckender Schauspieler Bill Calhoun in Küß mich, Kätchen! (1953) und als einer der sieben Brüder in Eine Braut für sieben Brüder (1954). Er war als ausdrückliche Wunschbesetzung von Gene Kelly in dessen Tanzfilm Einladung zum Tanz (1956) zu sehen. Gene Kellys Witwe berichtete, dass ihr Mann Rall einmal „den besten All-Around-Tänzer, den wir bei MGM hatten“ nannte. Donald O’Connor äußerte 1979 in einem Interview, Rall und Bob Fosse seien technisch die besten Tänzer in Hollywood gewesen, noch vor Gene Kelly oder Fred Astaire. Auch Filmhistoriker wie der Autor Bruce Eder schreiben verwundert darüber, dass Rall nicht dauerhaft in Hollywood erfolgreicher wurde, da beispielsweise seine Tanznummer auf dem Dach eines Theaters in Kiss Me Kate bemerkenswert sei. Allerdings wurde Rall möglicherweise auch nur ein Opfer des Umstands, dass das Hollywood-Musical Mitte der 1950er-Jahre allgemein bereits den Zenit seiner Popularität überschritten hatte. Einen seltenen Ausflug aus dem Musical- und Komödiengenre machte er mit dem Western Ritt in den Tod (1956), in dem er an der Seite von Audie Murphy einen Indianer spielte.
Bereits Ende der 1950er-Jahre wandte Rall sich wieder hauptsächlich der Bühne zu und gewann 1959 den Outer Critics Circle Award für seinen Auftritt im Broadway-Stück Juno. Er spielte anschließend in weiteren Broadway-Produktionen, unter anderem 1961 in dem erfolgreichen Musical Milk and Honey von Jerry Herman. In den 1960er-Jahren gab Rall seiner Karriere eine erneute Wendung, als er ein erfolgreicher Operntenor wurde. Neben vielen Bühnenauftritten kehrte er gelegentlich wieder für Filme und Serien vor die Kamera zurück, zuletzt 1988. Unter anderem verkörperte er in Funny Girl (1968) in einer Szene neben Barbra Streisand die Rolle des Prinzen in einer Parodie auf Schwanensee und legte in der Musicalromanze Tanz in den Wolken (1981) mit Steve Martin einen Stepptanz hin.
Nach einer kurzen Ehe mit der Sängerin Monte Amundsen war Rall seit 1967 mit der Ballerina Karel Shimoff verheiratet, das Paar bekam zwei Söhne. Tommy Rall starb im Oktober 2020 im Alter von 90 Jahren an Herzversagen.

## Filmografie (Auswahl)
- 1942: What’s Cookin’?
- 1942: Give Out, Sisters
- 1943: The North Star
- 1944: Song of Russia
- 1945: Broadway Melodie 1950 (Ziegfeld Follies)
- 1947: Good News
- 1953: Küß mich, Kätchen! (Kiss Me Kate)
- 1954: Eine Braut für sieben Brüder (Seven Brides for Seven Brothers)
- 1955: Meine Schwester Ellen (My Sister Eileen)
- 1955: Das gibt es nur in Kansas (The Second Greatest Sex)
- 1956: World in My Corner
- 1956: Einladung zum Tanz (Invitation to the Dance)
- 1956: Ritt in den Tod (Walk the Proud Land)
- 1958: König der Spaßmacher (Merry Andrew)
- 1968: Funny Girl
- 1981: Tanz in den Wolken (Pennies from Heaven)
- 1984: Fame – Der Weg zum Ruhm (Fame, Fernsehserie, Folge The Return of Doctor Scorpio)
- 1987: Giselle – Dancers (Dancers)
- 1988: Samstag der 14. schlägt zurück (Saturday the 14th Strikes Back)